# Sportler des Jahres (Polen)
Der polnische Sportler des Jahres wird seit dem Jahre 1926 in einer Abstimmung der Leser der Zeitung Przegląd Sportowy (Sport-Rundschau) ermittelt. Lediglich in den Jahren 1939 bis 1947 sowie in Stalins Todesjahr 1953 fand keine Wahl statt. Jeder Leser kann auf seinem Stimmzettel zehn Sportler nennen, die er für die besten im jeweiligen Jahr hält. Bei der Wahl zum Sportler des Jahres 2013 wurde die Skilangläuferin Justyna Kowalczyk zum fünften Mal in Folge ausgezeichnet und ist somit alleinige Rekordgewinnerin, gefolgt von den Leichtathletinnen Irena Szewińska, Stanisława Walasiewicz und Skispringer Adam Małysz (je viermal).

## Gewinner
| Jahr | Preisträger                    | Sportart                                           | Geschlecht |
| ---- | ------------------------------ | -------------------------------------------------- | ---------- |
| 1926 | Wacław Kuchar                  | Leichtathletik, Fußball, Eishockey, Eisschnelllauf | männlich   |
| 1927 | Halina Konopacka               | Leichtathletik                                     | weiblich   |
| 1928 | Halina Konopacka               | Leichtathletik                                     | weiblich   |
| 1929 | Staņislavs Petkēvičs           | Leichtathletik                                     | männlich   |
| 1930 | Stanisława Walasiewicz         | Leichtathletik                                     | inter      |
| 1931 | Janusz Kusociński              | Leichtathletik                                     | männlich   |
| 1932 | Stanisława Walasiewicz         | Leichtathletik                                     | inter      |
| 1933 | Stanisława Walasiewicz         | Leichtathletik                                     | inter      |
| 1934 | Stanisława Walasiewicz         | Leichtathletik                                     | inter      |
| 1935 | Roger Verey                    | Rudern                                             | männlich   |
| 1936 | Jadwiga Jędrzejowska           | Tennis                                             | weiblich   |
| 1937 | Jadwiga Jędrzejowska           | Tennis                                             | weiblich   |
| 1938 | Stanisław Marusarz             | Skispringen                                        | männlich   |
| 1948 | Aleksy Antkiewicz              | Boxen                                              | männlich   |
| 1949 | Zdobysław Stawczyk             | Leichtathletik                                     | männlich   |
| 1950 | Helena Rakoczy                 | Turnen                                             | weiblich   |
| 1951 | Zygmunt Chychła                | Boxen                                              | männlich   |
| 1952 | Zygmunt Chychła                | Boxen                                              | männlich   |
| 1954 | Janusz Sidło                   | Leichtathletik                                     | männlich   |
| 1955 | Janusz Sidło                   | Leichtathletik                                     | männlich   |
| 1956 | Elżbieta Krzesińska            | Leichtathletik                                     | weiblich   |
| 1957 | Jerzy Pawłowski                | Fechten                                            | männlich   |
| 1958 | Zdzisław Krzyszkowiak          | Leichtathletik                                     | männlich   |
| 1959 | Edmund Piątkowski              | Leichtathletik                                     | männlich   |
| 1960 | Józef Szmidt                   | Leichtathletik                                     | männlich   |
| 1961 | Ireneusz Paliński              | Gewichtheben                                       | männlich   |
| 1962 | Teresa Ciepły                  | Leichtathletik                                     | weiblich   |
| 1963 | Ryszard Parulski               | Fechten                                            | männlich   |
| 1964 | Józef Szmidt                   | Leichtathletik                                     | männlich   |
| 1965 | Irena Kirszenstein             | Leichtathletik                                     | weiblich   |
| 1966 | Irena Kirszenstein             | Leichtathletik                                     | weiblich   |
| 1967 | Sobiesław Zasada               | Automobilsport                                     | männlich   |
| 1968 | Jerzy Pawłowski                | Fechten                                            | männlich   |
| 1969 | Waldemar Baszanowski           | Gewichtheben                                       | männlich   |
| 1970 | Teresa Sukniewicz              | Leichtathletik                                     | weiblich   |
| 1971 | Ryszard Szurkowski             | Radsport                                           | männlich   |
| 1972 | Witold Woyda                   | Fechten                                            | männlich   |
| 1973 | Ryszard Szurkowski             | Radsport                                           | männlich   |
| 1974 | Irena Szewińska                | Leichtathletik                                     | weiblich   |
| 1975 | Zygmunt Smalcerz               | Gewichtheben                                       | männlich   |
| 1976 | Irena Szewińska                | Leichtathletik                                     | weiblich   |
| 1977 | Janusz Pyciak-Peciak           | Moderner Fünfkampf                                 | männlich   |
| 1978 | Józef Łuszczek                 | Skilanglauf                                        | männlich   |
| 1979 | Jan Jankiewicz                 | Radsport                                           | männlich   |
| 1980 | Władysław Kozakiewicz          | Leichtathletik                                     | männlich   |
| 1981 | Janusz Pyciak-Peciak           | Moderner Fünfkampf                                 | männlich   |
| 1982 | Zbigniew Boniek                | Fußball                                            | männlich   |
| 1983 | Zdzisław Hoffmann              | Leichtathletik                                     | männlich   |
| 1984 | Andrzej Grubba                 | Tischtennis                                        | männlich   |
| 1985 | Lech Piasecki                  | Radsport                                           | männlich   |
| 1986 | Andrzej Malina                 | Ringen                                             | männlich   |
| 1987 | Marek Łbik und Marek Dopierała | Kanusport                                          | männlich   |
| 1988 | Waldemar Legień                | Judo                                               | männlich   |
| 1989 | Joachim Halupczok              | Radsport                                           | männlich   |
| 1990 | Wanda Panfil                   | Leichtathletik                                     | weiblich   |
| 1991 | Wanda Panfil                   | Leichtathletik                                     | weiblich   |
| 1992 | Waldemar Legień                | Judo                                               | männlich   |
| 1993 | Rafał Kubacki                  | Judo                                               | männlich   |
| 1994 | Andrzej Wroński                | Ringen                                             | männlich   |
| 1995 | Paweł Nastula                  | Judo                                               | männlich   |
| 1996 | Renata Mauer                   | Sportschießen                                      | weiblich   |
| 1997 | Paweł Nastula                  | Judo                                               | männlich   |
| 1998 | Robert Korzeniowski            | Leichtathletik                                     | männlich   |
| 1999 | Tomasz Gollob                  | Automobilsport                                     | männlich   |
| 2000 | Robert Korzeniowski            | Leichtathletik                                     | männlich   |
| 2001 | Adam Małysz                    | Skispringen                                        | männlich   |
| 2002 | Adam Małysz                    | Skispringen                                        | männlich   |
| 2003 | Adam Małysz                    | Skispringen                                        | männlich   |
| 2004 | Otylia Jędrzejczak             | Schwimmsport                                       | weiblich   |
| 2005 | Otylia Jędrzejczak             | Schwimmsport                                       | weiblich   |
| 2006 | Otylia Jędrzejczak             | Schwimmsport                                       | weiblich   |
| 2007 | Adam Małysz                    | Skispringen                                        | männlich   |
| 2008 | Robert Kubica                  | Automobilsport                                     | männlich   |
| 2009 | Justyna Kowalczyk              | Skilanglauf                                        | weiblich   |
| 2010 | Justyna Kowalczyk              | Skilanglauf                                        | weiblich   |
| 2011 | Justyna Kowalczyk              | Skilanglauf                                        | weiblich   |
| 2012 | Justyna Kowalczyk              | Skilanglauf                                        | weiblich   |
| 2013 | Justyna Kowalczyk              | Skilanglauf                                        | weiblich   |
| 2014 | Kamil Stoch                    | Skispringen                                        | männlich   |
| 2015 | Robert Lewandowski             | Fußball                                            | männlich   |
| 2016 | Anita Włodarczyk               | Leichtathletik                                     | weiblich   |
| 2017 | Kamil Stoch                    | Skispringen                                        | männlich   |
| 2018 | Bartosz Kurek                  | Volleyball                                         | männlich   |
| 2019 | Bartosz Zmarzlik               | Automobilsport                                     | männlich   |
| 2020 | Robert Lewandowski             | Fußball                                            | männlich   |
| 2021 | Robert Lewandowski             | Fußball                                            | männlich   |
| 2022 | Iga Świątek                    | Tennis                                             | weiblich   |
| 2023 | Iga Świątek                    | Tennis                                             | weiblich   |
| 2024 | Aleksandra Mirosław            | Sportklettern                                      | weiblich   |

## Erfolgreichste Teilnehmer
| Platz | Name                   | 1. Platz | 2. Platz | 3. Platz | Summe |
| ----- | ---------------------- | -------- | -------- | -------- | ----- |
| 1     | Justyna Kowalczyk      | 5        | 0        | 0        | 5     |
| 2     | Irena Szewińska        | 4        | 4        | 0        | 8     |
| 3     | Stanisława Walasiewicz | 4        | 0        | 4        | 8     |
| 4     | Adam Małysz            | 4        | 0        | 2        | 6     |
| 5     | Robert Lewandowski     | 3        | 3        | 0        | 6     |
| 6     | Otylia Jędrzejczak     | 3        | 2        | 1        | 6     |
| 7     | Janusz Sidło           | 2        | 4        | 1        | 7     |
| 8     | Robert Korzeniowski    | 2        | 3        | 2        | 7     |
| 9     | Kamil Stoch            | 2        | 2        | 1        | 5     |
| 10    | Józef Szmidt           | 2        | 2        | 0        | 4     |